# Faccio un casino (singolo Coez)
Faccio un casino è un singolo del cantante italiano Coez, pubblicato il 10 marzo 2017 come primo estratto dall'album omonimo.

## Video musicale
Il videoclip, diretto da Coez e montato dagli YouNuts!, è stato pubblicato il 27 marzo 2017 attraverso il canale YouTube del cantante.

## Tracce
Testi di Coez, musiche di Niccolò Contessa.
1. Faccio un casino – 3:13

## Classifiche
| Classifica (2017) | Posizione massima |
| ----------------- | ----------------- |
| Italia            | 9                 |